# Olympic Delivery Authority
De Olympic Delivery Authority was sinds 2006 een Britse gemeenschappelijke regeling met als doel het opleveren van alle benodigde faciliteiten (accommodaties, infrastructuur en vervolgprojecten na de Spelen) voor de Olympische Zomerspelen van 2012. De London Organising Committee of the Olympic Games and Paralympic Games is de zusterorganisatie die de organisatie van de Spelen op zich neemt. De Olympic Delivery Authority is opgeheven op 2 december 2014.